# Notes Pteridologiques
Notes Pteridologiques (abreviado Notes Pteridol.) fue una revista ilustrada con descripciones botánicas que fue editada por el geógrafo y botánico francés Roland Napoléon Bonaparte. Se publicó  en 16 fascículos en los años 1915-1925.